# هاتي سكوت بيترسون
هاتي سكوت بيترسون (بالإنجليزية: Hattie Scott Peterson)‏ هي مهندس مدني أمريكية، ولدت في 1913 في نورفولك في الولايات المتحدة، وتوفيت في 10 أبريل 1993 في ساكرامنتو في الولايات المتحدة.